# Henning Solberg
Henning Solberg (Askim, 1973. január 8. –) norvég autóversenyző, a 2003-as rali-világbajnok Petter Solberg bátyja.

## Pályafutása

### Rali-világbajnokság

#### Kezdetek (1998–2004)
Az 1998-as svéd ralin debütált a rali-világbajnokság mezőnyében. 1998 és 2003 között privátként a világbajnokság több európai versenyén vett részt. 2004-ben, a Bozian Racing csapatával hét versenyen állt rajthoz, és a svéd futamon elért hatodik helyezésével megszerezte pályafutása első világbajnoki pontjait.

#### Gyári Fordban (2005)

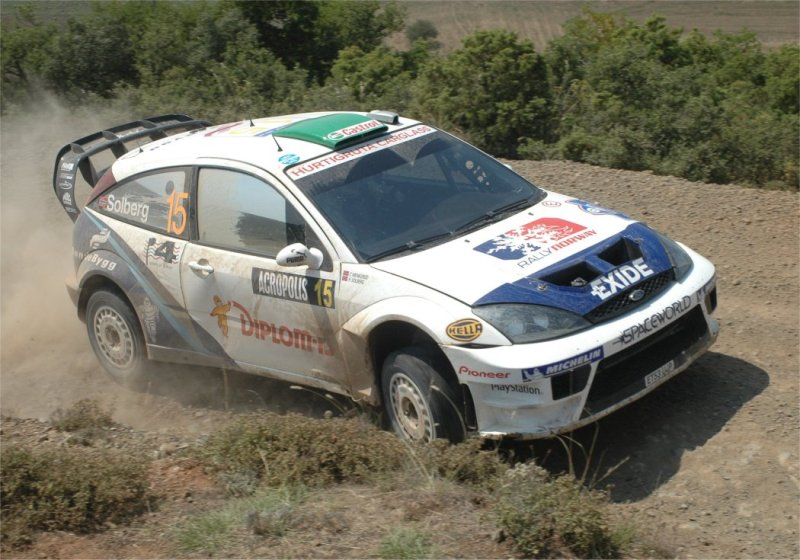
A Ford gyári csapatával az Akropolisz-ralin

Henning a 2005-ös szezonra a Ford gyári csapatával kötött szerződést, melynek értelmében a két gyári versenyző, Toni Gardemeister, valamint Roman Kresta mellett Solberg hét versenyen vett részt a gyár alkalmazásában. Az év második futamán, Svédországban ötödik, még a hatodik futamon, Cipruson a negyedik helyen ért célba. Az így gyűjtött kilenc pontjával az összetett tizennegyedik helyen zárta az évet.

#### OMV Peugeot Norway (2006)
2006-ban az osztrák Manfred Stohl-al közösen alakított csapatot. Az OMV Peugeot Norway nevű alakulatot a Bozian szervizelte, és Manfred, valamint Henning egy-egy Peugeot 307 WRC versenyautóval a világbajnokság futamainak jelentős részén rajthoz állt. Henning csak a Japán, valamint a három aszfaltos versenyt, a katalán, a korzikai és a német ralit hagyta ki. Hét alkalommal végzett pontszerzőként, és a török ralin megszerezte pályafutása első dobogós helyezését. A bajnokságban huszonöt pontjával a nyolcadik helyen zárt.